# 第63回日本レコード大賞
第63回日本レコード大賞（だい63かいにほんレコードたいしょう、英:THE 63RD JAPAN RECORD AWARDS）は、（公社）日本作曲家協会が主催する63回目の日本レコード大賞。2021年（令和3年）12月30日に新国立劇場中劇場にて発表音楽会が開催された。
発表音楽会の模様はTBSテレビ・TBSラジオをキーステーションに全国で放送された。
ノミネートおよび各賞発表は、11月19日に主催者から発表された。前年に続き一般観覧は行われなかった。

## 概要
- 第63回の日本レコード大賞は、5人組ダンス&ボーカルグループのDa-iCEが歌唱した「CITRUS」に決定した。Da-iCEは初の受賞で、当該年のNHK紅白歌合戦に落選した者が受賞するのは初[4]（当該年の紅白を辞退した者が受賞したことは複数回ある。）であり、エイベックスの所属歌手、および男性グループでのレコード大賞受賞は第57回（2015年）の三代目 J SOUL BROTHERS from EXILE TRIBE以来6年ぶりのこと[5]。また、受賞曲は日本テレビ系列日曜ドラマ『極主夫道』[6]の主題歌であるが、日本テレビ系列のドラマ主題歌の大賞受賞は第7回（1965年）の『柔』[7]（美空ひばり）以来56年ぶりで、日曜ドラマの主題歌としては初受賞。プレゼンターは前年に引き続き、総合司会の安住紳一郎が務めた。
- 最優秀歌唱賞のMISIAは第60回（2018年）以来2度目の受賞。
- 最優秀新人賞は、ロックバンドのマカロニえんぴつが受賞[8]。バンドが最優秀新人賞を受賞するのは第32回（1990年）の最優秀ロック・新人賞のたま以来31年ぶり、ポップス・ロック部門と演歌・歌謡曲部門が統合した回では第30回（1988年）の男闘呼組以来33年ぶりのこと。プレゼンターは新庄剛志が務めた。
- 特別賞を受賞したAdoについては、レコード大賞向けに制作・放映された約5分間の映像が、番組放送終了後の12月30日22:00過ぎからTVerで改めて配信された。また、GYAO!でも1月13日23:59まで期間限定で公開された。

## 放送時間
テレビ放送
- 17:30 - 22:00（JNN28局ネット）

ラジオ放送
- 18:00 - 22:00（JRNネット）
同時ネット: TBSラジオ（中継制作局）、CBCラジオ、大分放送[注 2]
19:00飛び乗り: HBCラジオ、福井放送、北陸放送、RBCiラジオ

## 司会
総合司会
- 安住紳一郎（TBSアナウンサー）
- 吉岡里帆

進行アナウンサー
- 江藤愛（TBSアナウンサー）

ラジオ中継進行
- 駒田健吾（TBSアナウンサー）

ナレーション
- ジョン・カビラ

## 受賞作品・受賞者一覧

### 日本レコード大賞
- 「CITRUS 」
  - 歌手：Da-iCE
  - 作曲：Kaz Kuwamura・中山翔吾
  - 編曲：中山翔吾・TomoLow
  - 作詞：工藤大輝・花村想太
  - レコード会社：エイベックス・エンタテインメント
  - 所属事務所：エイベックス・マネジメント

### 優秀作品賞（大賞ノミネート作品）
- LiSA「明け星」
- 純烈「君がそばにいるから」
- 乃木坂46「ごめんねFingers crossed」
- Da-iCE「CITRUS」
- NiziU「Take a picture」
- DA PUMP「Dream on the street」
- AKB48「根も葉もRumor」
- 三浦大知「Backwards」
- 氷川きよし「Happy!」
- Awesome City Club「勿忘」

### 最優秀新人賞
- マカロニえんぴつ

### 新人賞（最優秀新人賞ノミネート）
- INI
- TAEKO
- マカロニえんぴつ
- 望月琉叶

### 最優秀歌唱賞
- MISIA

### 特別賞
- Ado
- Bank Band
- 松本隆
- YOASOBI

### 日本作曲家協会選奨
- 竹島宏

### 特別功労賞
- 川口真（作曲家）
- 喜多條忠（作詞家）
- 小林亜星（作曲家）
- 酒井政利（音楽プロデューサー）
- 坂本スミ子（歌手）
- ジェリー藤尾（歌手）
- すぎやまこういち（作曲家）
- 鈴木淳（作曲家）
- 寺内タケシ（ギタリスト、寺内タケシとバニーズ）

### 特別国際音楽賞
- BTS

## ゲスト
- 阿部一二三 - 東京オリンピック柔道男子66kg級金メダリスト
- 阿部詩 - 同女子52kg級金メダリスト
- 新庄剛志 - 北海道日本ハムファイターズ監督（ビッグボス）。最優秀新人賞のプレゼンターを務めた。
- 須﨑優衣 - 東京オリンピックレスリング女子50kg級金メダリスト
- 平野美宇 - 東京オリンピック卓球女子団体銀メダリスト
- 横浜流星・中村アン - 2022年1月期日曜劇場『DCU』に出演
- 横山剣（クレイジーケンバンド） - 美空ひばりの「真赤な太陽」を歌唱。
- 山崎育三郎 - 尾崎豊の「Forget-me-not」を歌唱。
- 川崎鷹也 - 大滝詠一の「君は天然色」を歌唱。